# M1 Karabin
M1 karabin  (formelt:  United States Carbine, Caliber .30, M1) er en meget let halvautomatisk karabin, som var standardvåben for amerikanske soldater under anden verdenskrig, koreakrigen og vietnamkrigen.
Karabinen var populær og blev anvendt i mange mindre konflikter, blandt andet under Hukbalahap-oprøret, Malaya-krigen, Suez-krigen, den cubanske revolution, den første indokinesiske krig, den første borgerkrig i Cambodia og  den angolske borgerkrig.
| Våben | Spire Denne artikel om våben er en spire som bør udbygges. Du er velkommen til at hjælpe Wikipedia ved at udvide den. |